# Mušketa
Mušketa je vatreno oružje glatke cijevi, koja se ispaljuje s ramena. Prve muškete spominju se početkom 16. stoljeća i prvenstveno su bile oblikovane za pješaštvo. Muškete su sredinom 19. stoljeća zamijenjene puškama. Domet mušketa bio je do 180 m, a djelotvorne su bile do 90 m. Vojnici koji su nosili muškete nazivani su mušketirima. Ime mušketa dolazi od francuske riječi mousquette (mužjak europskog jastreba).

## Razvitak
Krajem 15. stoljeća mali broj pješaštva je bio opremljen ručnim topovima, međutim ovo oružje je bilo vrlo neprecizno, teško za punjenje i za paljbu. Početkom 17. stoljeća ručna vatrena oružja su bila češće u uporabi, a u 17. stoljeću su od koplja preuzela mjesto glavnog oružja pješaštva.
Do 16. stoljeća najrasprostanjenije vatreno oružje pješaštva bila je arkebuza. Gotovo sve vrste ovog razdoblja su koristile mehanizam ispaljivanja pomoću fitilja, gdje je dugi pušljivi konop palio barut u mušketi čiji su plinovi izbacivali metak iz cijevi. Muškete su bile neprecizne izvan 100 metara, sporo su se punile i često su izazivale nesretne slučajeve tako što se barut sam aktivirao. Muškete su promijenile način ratovanja. 
Sljedeće generacije mušketa su rabile kamen kremenac za aktiviranje, što je poboljšalo sigurnost, preciznost i brzinu punjenja. Mušketa je 1700-tih postala glavno oružje pješaštva.
Muškete se dijele na fitiljače i kremenjače.

## Muškete
- Brown Bess

## Vanjske poveznice
- Mušketom su u 16. i 17. stoljeću bili naoružani mušketiri (Enciklopedija LZMK)